# Конецхлумский, Вилем
Вилем Конецхлумский из Конецхлуми (чеш. Vilém Konecchlumský z Konecchlumí; 1551 — 21 июня 1621, Прага, Чешское королевство) — чешский рыцарь. Примкнул к антигабсбургскому восстанию 1618 года, стал военным комиссаром, вёл переговоры о союзе с сословиями Силезии. После поражения был приговорён к смерти за измену, оскорбление величества и подстрекательство народа к мятежу, казнён на Староместской площади вместе с 26 своими товарищами. Очерёдность во время казни зависела от социального положения осуждённых, и Вилема Кнецхлумского обезглавили девятым в общем списке и шестым из рыцарей. Его тело и голову передали родным для похорон.
Имя Вилема Конецхлумского выбито на мемориальной доске, которую установили на стене Староместской ратуши. О казни его и товарищей напоминают кресты на брусчатке Староместской площади. Именем Конецхлумского названа улица в Праге.